# Bezirk Visp
Der Bezirk Visp (der weisse Zehnden; französisch District de Viège) im Kanton Wallis besteht aus folgenden Gemeinden:
| Wappen         | Name der Gemeinde | Einwohner (31. Dezember 2023) | Fläche in km² | Einw. pro km² |
| -------------- | ----------------- | ----------------------------- | ------------- | ------------- |
| Baltschieder   | Baltschieder      | 1367                          | 31,22         | 44            |
| Eisten         | Eisten            | 191                           | 38,01         | 5             |
| Embd           | Embd              | 294                           | 14,04         | 21            |
| Grächen        | Grächen           | 1295                          | 14,27         | 91            |
| Lalden         | Lalden            | 733                           | 1,30          | 564           |
| Randa          | Randa             | 461                           | 54,53         | 8             |
| Saas-Almagell  | Saas-Almagell     | 379                           | 110,39        | 3             |
| Saas-Balen     | Saas-Balen        | 362                           | 30,24         | 12            |
| Saas-Fee       | Saas-Fee          | 1592                          | 40,34         | 39            |
| Saas-Grund     | Saas-Grund        | 1067                          | 24,80         | 43            |
| St. Niklaus    | St. Niklaus       | 2268                          | 89,22         | 25            |
| Stalden        | Stalden (VS)      | 1112                          | 10,51         | 106           |
| Staldenried    | Staldenried       | 541                           | 14,27         | 38            |
| Täsch          | Täsch             | 1366                          | 58,72         | 23            |
| Törbel         | Törbel            | 494                           | 16,86         | 29            |
| Visp           | Visp              | 8483                          | 13,20         | 643           |
| Visperterminen | Visperterminen    | 1324                          | 51,63         | 26            |
| Zeneggen       | Zeneggen          | 324                           | 7,56          | 43            |
| Zermatt        | Zermatt           | 6023                          | 242,85        | 25            |
| Total (19)     | Total (19)        | 29'676                        | 863,96        | 34            |

Verglichen mit dem Dekanat Visp gehört Eggerberg zum Bezirk Brig.

## Veränderungen im Gemeindebestand

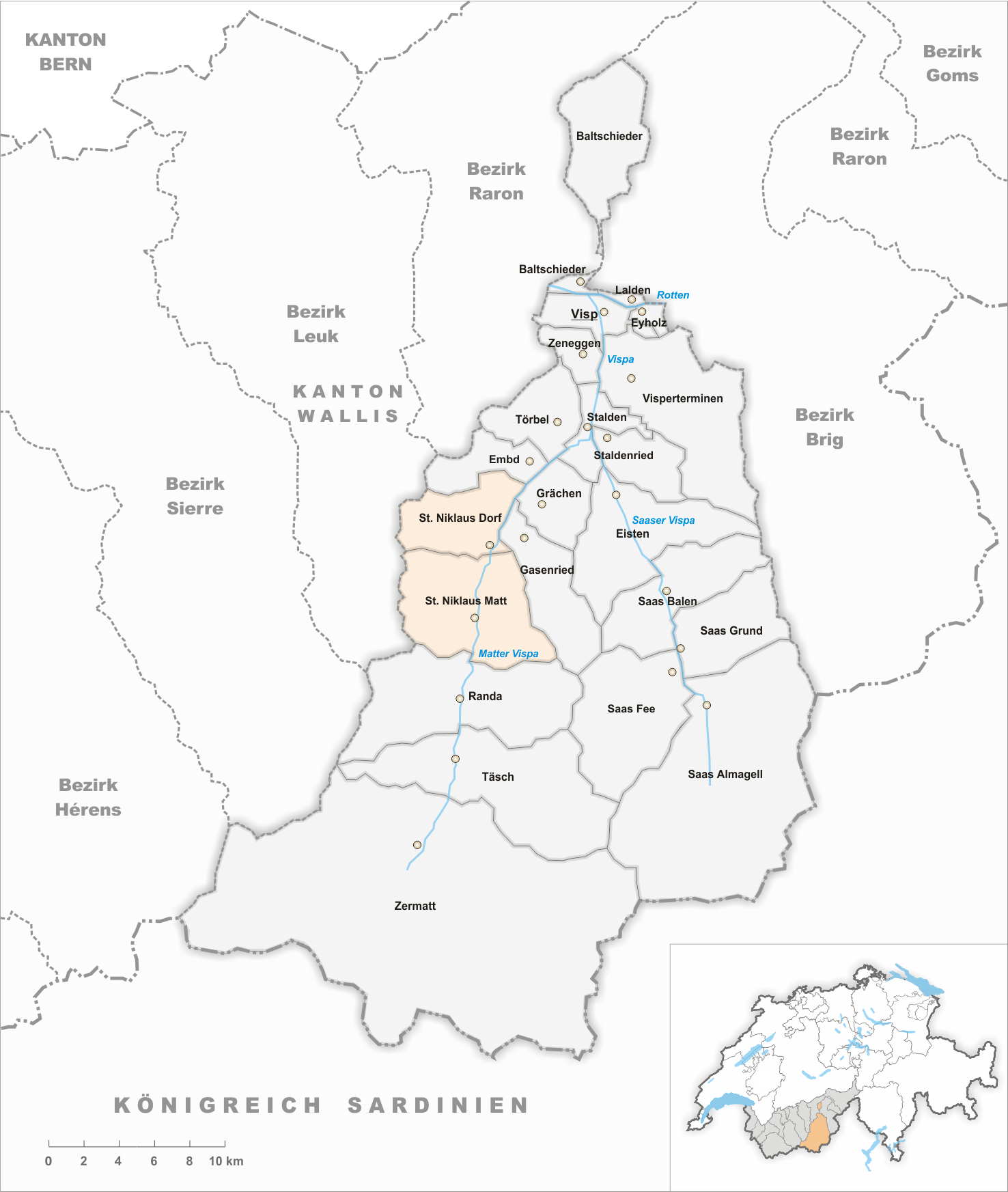
Gemeinden bis 1865
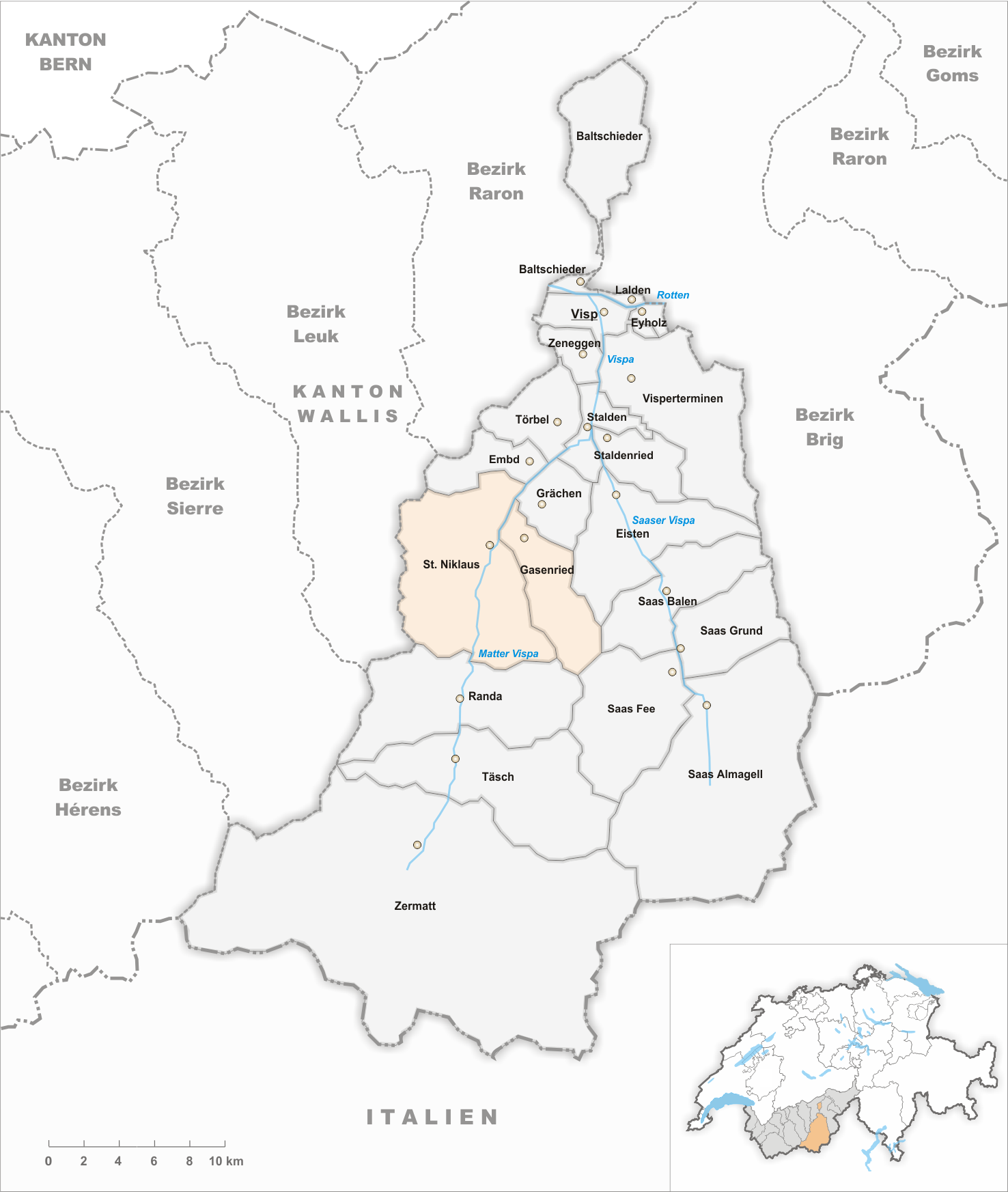
Gemeinden bis 1869
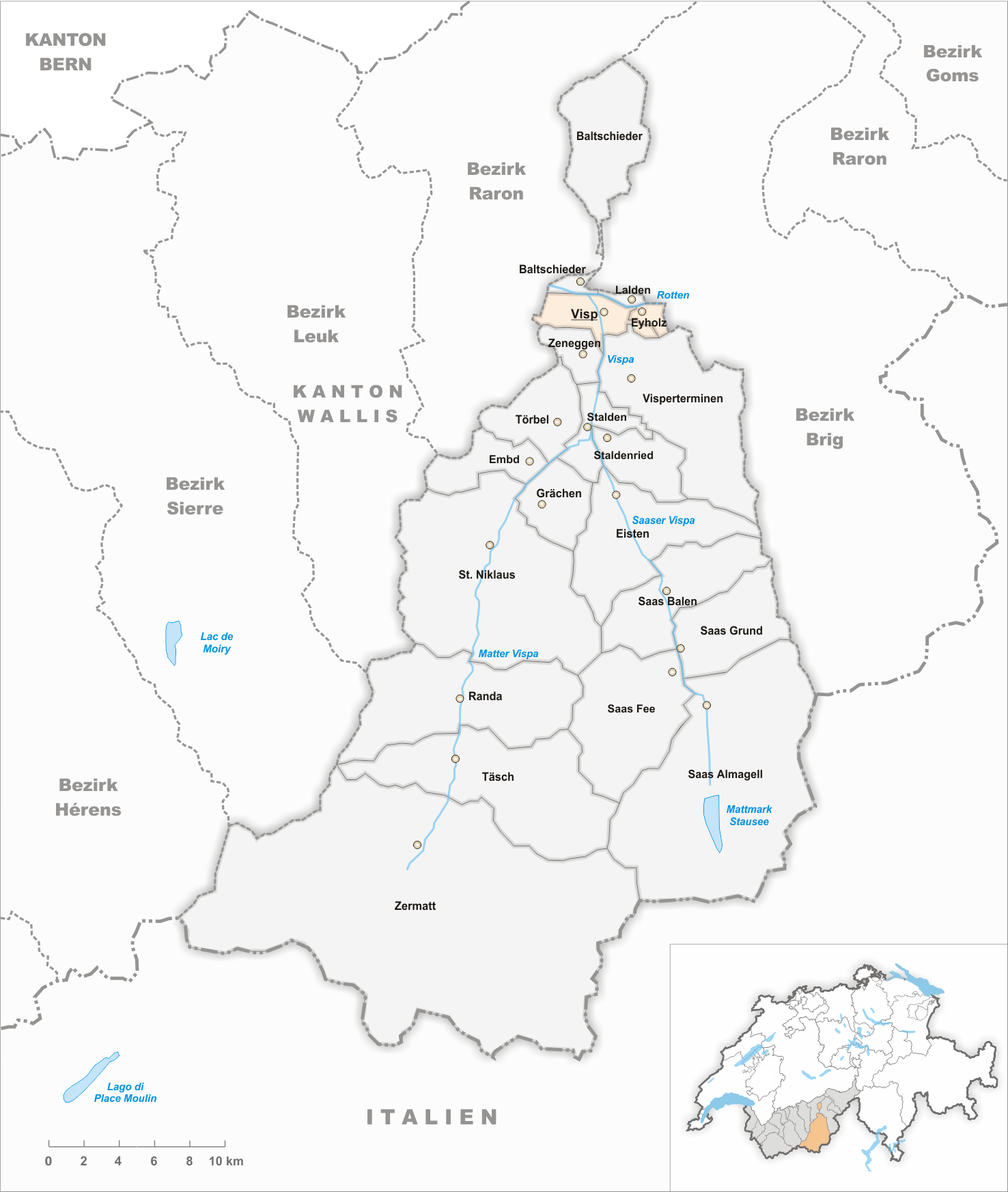
Gemeinden bis 1972
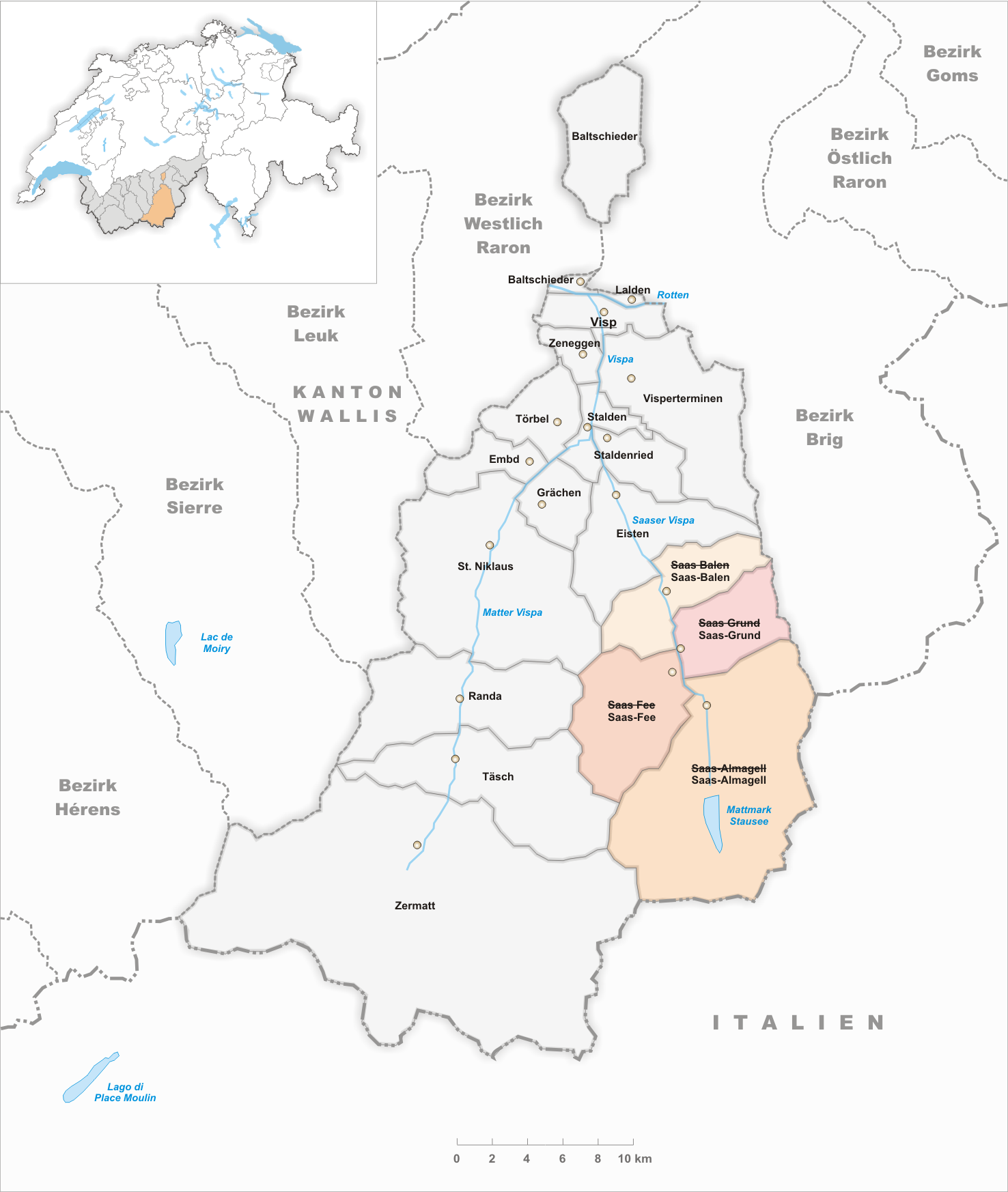
Gemeinden bis 2006

- 1866: Fusion St. Niklaus Dorf und St. Niklaus Matt → St. Niklaus

- 1870: Fusion Gasenried und St. Niklaus → St. Niklaus

- 1972: Fusion Eyholz und Visp → Visp

- 2007: Namensänderung Saas Almagell → Saas-Almagell

- 2007: Namensänderung Saas Balen → Saas-Balen

- 2007: Namensänderung Saas Fee → Saas-Fee

- 2007: Namensänderung Saas Grund → Saas-Grund